# Таджикистан на летних Олимпийских играх 2024

## Медали
| Медаль | Спортсмен(ы)      | Вид спорта | Дисциплина   | Дата      |
| ------ | ----------------- | ---------- | ------------ | --------- |
| Бронза | Сомон Махмадбеков | Дзюдо      | 81 кг        | 30 июля   |
| Бронза | Темур Рахимов     | Дзюдо      | Свыше 100 кг | 2 августа |
| Бронза | Давлат Болтаев    | Бокс       | 92 кг        | 4 августа |

| Вид спорта | 1 | 2 | 3 | Всего |
| Дзюдо      | 0 | 0 | 2 | 2     |
| Бокс       | 0 | 0 | 1 | 1     |
| Всего      | 0 | 0 | 3 | 3     |

| Медали по датам | Медали по датам | Медали по датам | Медали по датам | Медали по датам | Медали по датам |
| --------------- | --------------- | --------------- | --------------- | --------------- | --------------- |
| Дата            | 1               | 2               | 3               | Всего           |                 |
| 30 июля         | 0               | 0               | 1               | 1               |                 |
| 2 августа       | 0               | 0               | 1               | 1               |                 |
| 4 августа       | 0               | 0               | 1               | 1               |                 |
| Всего           | 0               | 0               | 3               | 3               |                 |

| Медали по полу | Медали по полу | Медали по полу | Медали по полу | Медали по полу |
| -------------- | -------------- | -------------- | -------------- | -------------- |
| Пол            | 1              | 2              | 3              | Всего          |
| Мужчины        | 0              | 0              | 3              | 3              |
| Женщины        | 0              | 0              | 0              | 0              |
| Микст          | 0              | 0              | 0              | 0              |
| Всего          | 0              | 0              | 3              | 3              |

## Квалификация
| № п/п | Вид спорта      | Мужчины        | Мужчины                | Женщины        | Женщины                | Всего          | Всего                  |
| № п/п | Вид спорта      | Завоевано квот | Количество спортсменов | Завоевано квот | Количество спортсменов | Завоевано квот | Количество спортсменов |
| ----- | --------------- | -------------- | ---------------------- | -------------- | ---------------------- | -------------- | ---------------------- |
| 1     | Бокс            | 2              | 2                      | 1              | 1                      | 3              | 3                      |
| 2     | Борьба          | 1              | 1                      |                |                        | 1              | 1                      |
| 3     | Дзюдо           | 6              | 6                      |                |                        | 6              | 6                      |
| 4     | Лёгкая атлетика | 1              | 1                      |                |                        | 1              | 1                      |
| 5     | Плавание        | 1              | 1                      | 1              | 1                      | 2              | 2                      |
| 6     | Тхэквондо       |                |                        | 1              | 1                      | 1              | 1                      |
|       | ИТОГО           | 11             | 11                     | 3              | 3                      | 14             | 14                     |

## Состав команды
Бокс
1. Баходур Усмонов
2. Давлат Болтаев
3. Мижгона Самадова[англ.]

 Борьба
Вольная борьба
1. Виктор Рассадин

 Дзюдо
1. Нурали Эмомали[англ.]
2. Бехруз Ходжазода
3. Сомон Махмадбеков
4. Комроншох Устопириён
5. Джахонгир Маджидов[англ.]
6. Темур Рахимов

 Лёгкая атлетика
1. Фаворис Музрапов[англ.]

 Плавание
1. Фахриддин Мадкамов[англ.]
2. Екатерина Бородачева[англ.]

 Тхэквондо
1. Мунира Абдусаломова[англ.]

## Бокс
Таджикистан завоевал по одну месту в мужской и женский турниры по боксу на Азиатских играх 2022 года в Ханчжоу, Китай. Еще одно место в мужской турнир Таджикистан завоевал на мировом квалификационном турнире 2024 года в Бусто-Арсицио, Италия.
| Спортсмен        | Категория        | 1/16 финала               | 1/8 финала                   | Четвертьфиналы      | Полуфиналы                   | Финал              | Финал     |
| Спортсмен        | Категория        | Соперник Результат        | Соперник Результат           | Соперник Результат  | Соперник Результат           | Соперник Результат | Место     |
| ---------------- | ---------------- | ------------------------- | ---------------------------- | ------------------- | ---------------------------- | ------------------ | --------- |
| Баходур Усмонов  | Мужчины 63,5 кг  | BULРадослав Росенов П 0–5 | Не прошёл                    | Не прошёл           | Не прошёл                    | Не прошёл          | Не прошёл |
| Давлат Болтаев   | Мужчины 92 кг    | —                         | GEOГеоргий Кушиташвили В 3–2 | IRLДжек Марли В 4-1 | UZBЛазизбек Муллажонов П 1-4 | Не прошёл          | 3         |
| Мижгона Самадова | Женщины до 57 кг | USAАлисса Мендоса П 2–3   | Не прошла                    | Не прошла           | Не прошла                    | Не прошла          | Не прошла |

## Борьба
Таджикистан завоевал одно место в мужской турнир по вольной борьбе на Мировом квалификационном турнире 2024 года в Стамбуле, Турция.
Вольная борьба
| Спортсмен       | Категория        | 1/8 финала                | Четвертьфиналы     | Полуфиналы                | Утеш.поединки      | Финал / За 3 место     | Финал / За 3 место |
| Спортсмен       | Категория        | Соперник Результат        | Соперник Результат | Соперник Результат        | Соперник Результат | Соперник Результат     | Место              |
| --------------- | ---------------- | ------------------------- | ------------------ | ------------------------- | ------------------ | ---------------------- | ------------------ |
| Виктор Рассадин | Мужчины до 74 кг | GREЙоргос Куюмцидис В 8-2 | CHNЛу Фэн В 7-4    | UZBРазамбек Жамалов П 2-8 | —                  | ALBЧермен Валиев П 2-6 | =5                 |

## Дзюдо
Таджикистан получил по рейтингу IJF шесть мест в мужских соревнованиях.
| Спортсмен            | Категория            | 1/16 финала                     | 1/8 финала               | Четвертьфиналы               | Полуфиналы             | Утеш. поединки                  | Финал / За 3 место          | Финал / За 3 место |
| Спортсмен            | Категория            | Соперник Результат              | Соперник Результат       | Соперник Результат           | Соперник Результат     | Соперник Результат              | Соперник Результат          | Место              |
| -------------------- | -------------------- | ------------------------------- | ------------------------ | ---------------------------- | ---------------------- | ------------------------------- | --------------------------- | ------------------ |
| Нурали Эмомали       | Мужчины до 66 кг     | —                               | ISRБарух Шмаилов В 01–00 | JPNХифуми Абэ П 00–10        | —                      | SRBСтрахинья Банчич DNS         | Не прошёл                   | Не прошёл          |
| Бехруз Ходжазода     | Мужчины до 73 кг     | CANАртур Маржелидон П 00–01     | Не прошёл                | Не прошёл                    | Не прошёл              | Не прошёл                       | Не прошёл                   | Не прошёл          |
| Сомон Махмадбеков    | Мужчины до 81 кг     | PLEФарес Бадави В 10–00         | NEDФранк Де Вит В 01–00  | GEOТато Григалашвили П 00–01 | —                      | UZBШарофиддин Балтабаев В 10–00 | ITAАнтонио Эспозито В 10–00 | 3                  |
| Комроншох Устопириён | Мужчины до 90 кг     | ESPТристан Мосаклишвили П 00–01 | Не прошёл                | Не прошёл                    | Не прошёл              | Не прошёл                       | Не прошёл                   | Не прошёл          |
| Джахонгир Маджидов   | Мужчины до 100 кг    | FRAОрельен Дьес П 00–10         | Не прошёл                | Не прошёл                    | Не прошёл              | Не прошёл                       | Не прошёл                   | Не прошёл          |
| Темур Рахимов        | Мужчины свыше 100 кг | —                               | GERЭрик Абрамов В 10–01  | UZBАлишер Юсупов В 11–01     | FRAТедди Ринер П 00–10 | —                               | CUBЭнди Гранда В 01–00      | 3                  |

## Легкая атлетика
Таджикистан получил одно универсальное место для участия в Играх 2024 года.
Беговые дисциплины
| Спортсмен        | Дисциплина    | Забеги    | Забеги | 1 круг    | 1 круг    | Полуфиналы | Полуфиналы | Финал     | Финал     |
| Спортсмен        | Дисциплина    | Результат | Место  | Результат | Место     | Результат  | Место      | Результат | Место     |
| ---------------- | ------------- | --------- | ------ | --------- | --------- | ---------- | ---------- | --------- | --------- |
| Фаворис Музрапов | Мужчины 100 м | 10,60     | 19     | Не прошёл | Не прошёл | Не прошёл  | Не прошёл  | Не прошёл | Не прошёл |

## Плавание
Таджикистан получил два универсальных места для участия в нижеследующих дисциплинах плавательного турнира Олимпиады.
| Спортсмен            | Дисциплина                 | Заплывы | Заплывы | Полуфиналы | Полуфиналы | Финал     | Финал     |
| Спортсмен            | Дисциплина                 | Время   | Место   | Время      | Место      | Время     | Место     |
| -------------------- | -------------------------- | ------- | ------- | ---------- | ---------- | --------- | --------- |
| Фахриддин Мадкамов   | Мужчины 50 м вольный стиль | 26,23   | 56      | Не прошёл  | Не прошёл  | Не прошёл | Не прошёл |
| Екатерина Бородачева | Женщины 50 м вольный стиль | 28,85   | 53      | Не прошла  | Не прошла  | Не прошла | Не прошла |

## Тхэквондо
Таджикистан завоевал одно места в женском турнире на Азиатском квалификационном турнире 2024 года в Тайане, Китай.
| Спортсмен           | Дисциплина          | 1/8 финала            | Четвертьфиналы     | Полуфиналы         | Утеш. поединки          | Финал/За 3 место   | Финал/За 3 место |
| Спортсмен           | Дисциплина          | Соперник Результат    | Соперник Результат | Соперник Результат | Соперник Результат      | Соперник Результат | Место            |
| ------------------- | ------------------- | --------------------- | ------------------ | ------------------ | ----------------------- | ------------------ | ---------------- |
| Мунира Абдусаломова | Женщины свыше 67 кг | FRAАльтея Лорен П 0-2 | —                  | —                  | GERЛорена Брандль П 0-2 | Не прошла          | Не прошла        |